# Герб Игринского района
Герб Игринского района — является одним из официальных символов муниципального образования «муниципальный округ Игринский район» Удмуртской республики. Впервые утверждён в 2005 году, переутверждён с изменениями в описании в 2007 году. Зарегистрирован в Государственном геральдическом регистре РФ под № 3454.

## Описание и символика
Описание:
В пересечённом зелёном и червлёном поле поверх деления вписана серебряная стрела в пояс, сопровожденная в зелени тремя прямыми равноконечными вырубными крестами (один и два), в червлении чёрной, окантованной серебром, медвежьей шкурой, просечённой окантованным серебром, шестиугольником в цвет поля, обремёненный золотой еловой ветвью в пояс
Автор проекта герба — Ю.Н. Лобанов.
Зелёный цвет символизирует богатства района не только лесными угодьями, но и всеми дарами природы, включая землю, нефть, воду. Лес, нефть, играют большую роль в хозяйственной деятельности человека в Игринском районе и всей Удмуртской Республики. Но зелёный цвет указывает ещё и на хрупкость природного баланса и призыв беречь природу. Красный цвет в традиционной мифопоэтической традиции удмуртов символизирует радость, торжество, счастье и божественное начало. Эти цвета в цветовом спектре взаимно усиливают друг друга. Особенностью Игринского района является то, что ярко прослеживаются угорские следы в наименованиях родовых объединений, населённых пунктов и в суб-лапаноидных чертах населения. Даже название Игра (Эгра) угорского происхождения. Поэтому по замыслу автора проектов флага и герба Игринского района, в основу концепции герба и флага заложены мифологические представления и ритуал у удмуртов и угров, связанный с медведем — медвежья охота, составляющий ядро культа медведя. Медведь выступает как дух-охранитель, дух-целитель, звериный двойник человека. Значение медведя определяется прежде всего его подобием человеку, толкуемым мифологическим сознанием как указание на общее их происхождение или происхождение друг от друга. Медведь изображён в виде орнаментально-симметричного медальона — розетки в форме медвежьей шкурки с линией жизни — схематично изображённой золотой ёлочкой. В навершии изображения шкуры медведя расположены три счастливые звезды — «Толэзё». Они обозначают три основных воршудных объединения удмуртов, которые активно участвовали в образовании и становлении населенного пункта Игра (Эгра).

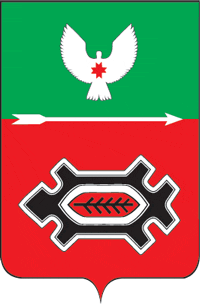
Проект герба Игринского района 2005 года

## История
Известен проект герба, где в верхней части изображён элемент герба Удмуртской республики — лебедь с солярным оберегом на груди. Современный герб района утверждён Решением Игринского районного Совета депутатов от 27 октября 2005 года №6; переутверждён с изменениями в описании Решением Игринского районного Совета депутатов от 28 июня 2007 года №17. 19 октября 2021 года в связи с проходившей муниципальной реформой герб переутверждён как герб муниципального образования «Муниципальный округ Игринский район».